# Page 6
A Page 6 (Atari Users Magazine alcímmel ellátva, majd később New Atari User-re átnevezve) egy független brit folyóirat volt, amely az Atari számítógépek használóit célozta meg. 1982 és 1998 között jelent meg. A magazin mind az Atari 8 bites család számítógépeivel (400/800/XL/XE), mind az Atari ST-vel is foglalkozott.

## Története
A magazin a Birmingham User's Group, egy független angliai székhelyű Atari klub hírleveleként kezdte a pályafutását. Les Ellingham volt kijelölve a hírlevél szerkesztőjének, ő azonban úgy döntött, hogy egy magazint készít szélesebb terjedelemben. Ő volt a Page 6 szerkesztője az utolsó, a 85. lapszámig. Ugyan élettartamának nagy részében csak előfizetők számára volt elérhető, azonban a nyolcvanas évek végén, a kilencvenes évek elején az újságárusok polcaira is felkerült.
Amikor a Database megszüntette az eredeti Atari User magazint 1988-ban a Page 6 megvásárolta annak jogait (és az előfizetőinek listáját), és átnevezték az újságot Page 6 Atari User-re, majd később New Atari User-re. Az utóbbi egyszerűen a Page 6 volt egy eltérő (és újságárus-barátabb) néven, és semmi köze nem volt az eredeti Atari User-hez. Ironikus módon a Database Publications 1985-ben felkérte Les Ellinghamet az eredeti Atari User szerkesztésére, ő azonban visszautasította azt.

## Az elnevezés
A magazin neve a 8 bites Atari számítógépek 1536 és 1791 közötti memóriaterületéből ered ($600–$6FF; „$” volt a szabvány prefixum az Atari asszembler hexadecimális jelzésrendszerében). Mivel a memóriát 256 byteos „oldalakra”, azaz page-ekre vannak felosztva (az első a 0), ezért az 1536 (256×6) és az 1791 közötti terület „page 6” néven vált ismertté. A page 6 memóriát sem az operációs rendszer, sem az Atari BASIC programok sem használták, ezért a felhasználó itt a felülírás veszélye nélkül tárolhatta a rövid gépi kódját. Hasonló módon a Page 6 magazin kiadója is azt akarta, hogy az olvasók hasznos programokhoz és szócikkekhez jussanak.

## Lásd még
- ANTIC
- A.N.A.L.O.G.